# Radio El Mundo
LR1 Radio El Mundo est une station de radio argentine fondée en 1935. Considérée comme l'une des radios les plus importantes du pays, elle émet en AM (1070 kHz) depuis ses studios de Tacuarí, à Buenos Aires. Elle cible une population âgée de 35 à 70 ans. Elle appartient au groupe de média Difusora Baires. En journée elle couvre le Nord-Est du pays et l'Uruguay, la nuit elle peut être entendue dans toute l'Argentine, en Uruguay, au Chili et dans une partie du Paraguay.

## Programmation
Quelques émissions de la station :
- Mundo Magazine, de 7 à 9, magazine d'information, avec Carlos A. Suárez, Oscar Sbarra Mitre, Javier Tavanni.

- Diario por Radio, avec Hugo Grimaldi et Nestor Scibona.

- Viajando por Argentina, émission consacrée au tourisme en Argentine.

## Journalistes
- Juan Pablo Varsky